# Богић Рисимовић
Богић Рисимовић Рисим (Чачак, 14. март 1926 — Београд, 7. октобар 1986) био је српски сликар.

## Биографија
У Чачку је завршио основно и средње образовање. Високо школство је наставио на Академији ликовних уметности у Београду, где је 1949. године дипломирао у класи професора Михаила Петрова и Ђорђа Андрејевића-Куна.
Поред сликарства бавио се филмском сценографијом, илустрацијама у дневним новинама, листовима, часописима и књигама, писао поезију и текстове о уметности. Био је професор цртања на Факултету примењених уметности у Београду. Излагао је на великом броју самосталних и групних изложби у земљи и иностранству. Добитник је неколико најважнијих награда за уметност и културу, као и друштвених признања. Рисимова дела инспирисана су у великој мери уметношћу крајпуташа.
Умро је 7. октобра 1986. у Београду.

## Спомен збирка
Пошто је његова породица Скупштини општине Чачак поклонила 40 слика, неколико стотина цртежа, скица, илустрација, литерарну заоставштину и архивску грађу са намером да то као целина буде основа за легат, збирка је формирана 1992. године. Стручни послови су поверени Уметничкој галерији „Надежда Петровић” која је у свом фонду већ поседовала 16 Рисимових слика, које са новодобијеним омогућавају доста добар преглед стваралаштва овог значајног српског сликара. За потребе чувања и излагања збирке реконструисана је стара кућа у Господар Јовановој 11, која се као изложбени простор под називом Галерија „Рисим” користи и за друге програме.
Слике и цртежи из збирке повремено се излажу не само у том простору него и у другим срединама.

## Сценографија
| Год.   | Назив       | Улога |
| ------ | ----------- | ----- |
| 1960-е |             |       |
| 1967.  | Jутро       |       |
| 1968.  | Поход       |       |
| 1968.  | Подне       |       |
| 1969.  | Крос контри |       |
| 1970.  | Бициклисти  |       |
| 1994.  | Скерцо      |       |